# Confederación Sindical Única de Trabajadores Campesinos de Bolivia
La Confederación Sindical Única de Trabajadores Campesinos de Bolivia (CSUTCB) (quítxua: Buliwya Chakra Llamk'aqkuna Sindikatu Huklla Hatun Tantanakuy), constituïda el 26 de juny de 1979, és una organització que aglutina a treballadors i sindicats pagèssos de Bolívia. En ella participen representants dels pobles originaris aimares, quítxues i guaranís del país. És considerada com l'organització més gran de Bolívia i la més diversa en el conglomerat social.
Al juny de 2013 es va celebrar el XIV Magne Congrés Ordinari Nacional a la ciutat de La Paz, on fou escollit Damian Condori com a màxim executiu nacional de la confederació.

## Història i trajectòria
Al llarg de tota la història republicana es van desenvolupar les lluites pageses pel reconeixement de la seva propietat sobre la terra, la seva dignitat com a ciutadans i els seus drets elementals. En 1953 es va realitzar una reforma agrària a conseqüència de la Revolució de 1952 que va significar la recuperació de la terra per part dels indis a més de generar un marc d'inserció en la societat boliviana. A partir de llavors la població índia va començar a ser present en els diferents espais, començant per l'educatiu (educació rural i accés lliure a les universitats), també el sindical i polític.
L'organització de sindicats pagesos va ser creada 1979 amb la creació de la Confederación Sindical Única de Trabajadores Campesinos de Bolivia (CSUTCB) sota el lideratge de Genaro Flores que alhora era cap del partit Movimiento Revolucionario Tupac Katari (MRTK) i la participació també del Bloque Independiente Campesino.
Va ser el 26 de juny de 1979 en un congrés convocat per la Central Obrera Boliviana (COB). La CSUTCB va començar molt ràpidament a exercir un paper decisiu en la lluita per la recuperació democràtica i en contra de les dictadures militars i va permetre als pagesos un espai de major influència en el si de la COB. En l'actualitat és la principal organització sindical dels Pobles Originaris quítxues, aimares, tupí-guaranís i altres treballadors del camp, afiliada a la Central Obrera Boliviana.

## Objectius
Entre els seus objectius defineix:
- Aconseguir per als pobles indígenes originaris de Bolívia un desenvolupament econòmic sostenible equitatiu i just, mantenint la identitat originària, mitjançant la gestió sostenible dels recursos naturals amb participació indígena i pagesa, cuidant el medi ambient, garantint l'accés a la terra i territori.
- Proposar polítiques, programes, lleis etc., a favor dels Pobles Indígenes originaris i pagesos de Bolívia i aconseguir la seva articulació amb les polítiques públiques de govern aconseguint consolidar totes les demandes del nostre poble.
- Lluitar per l'Instrument Polític Sindical de les nacions originàries i de la pagesia bolivià, sobre la base de la seva nacionalitat, programa polític, la unitat, solidaritat i equitat amb les organitzacions sindicals obreres del país entorn de la COB i altres organitzacions populars.
- Lluitar per l'establiment d'una democràcia directa i veritable pluralista i alliberadora en el marc de la justícia social, bandejar per sempre tota forma d'explotació, opressió i discriminació, i conferir igualtat d'oportunitats per als pobladors de l'àrea rural i urbana
- Lluitar per la integritat territorial.
- Defensar la identitat nacional i la sobirania de les nacions i pobles originaris.
- Lluitar per la terra i territori de les nacions i pobles originaris.
- Lluitar per la reactualització de CORACA, com a únic instrument econòmic de les nacions i pobles originaris, per a aconseguir noves formes de producció, comercialització i exportació dels pobles agropecuaris.
- Lluitar en defensa i recuperació de la nostra identitat de les nacions i pobles originaris enfortint i oficialitzant els idiomes Aymara, Quítxua, Guaraní i altres.
- Demandar la lluita contra l'analfabetisme en el camp, exigint la implantació d'una educació alliberadora, antiimperialista i bilingüe per a les nacions i pobles indígenes.
- Crear un instrument Legal per a la Llei Terra i Territori.
- Lluitar per la conservació i el desenvolupament sostenible dels nostres recursos naturals.
- Lluitar pels abastos de la ciència mèdica i el respecte i implementació de la medicina tradicional.
- Organitzar i coordinar la creació d'una organització originària a Llatinoamèrica.
- La conformació d'una Comissió Nacional amb l'únic objectiu de dur a terme un estudi Socioeconòmic del sector agrícola i assalariat.

## Estructura
La CSUTCB està estructurat de la següent manera:
- Comitè Executiu Nacional
- Federacions Departamentals
- Federacions Regionals
- Federacions Provincials
- Centrals Agraris
- Sub Centrals
- Sindicats agraris.

La CSUTCB és membre de la Coordinadora Latinoamericana de Organizaciones del Campo CLOC VIA CAMPESINA.

## Executius nacionals
Des de la seva creació en 1979, la CSUTCB va tenir diversos executius nacionals començant pel seu fundador Genaro Flores, els quals són els següents:
| Congrés                       | Lloc                    | Data                     | Principal dirigent triat                            |
| ----------------------------- | ----------------------- | ------------------------ | --------------------------------------------------- |
| I                             | La Paz                  | juny de 1979             | Genaro Flores (Aimara de La Paz)                    |
| II                            | La Paz                  | juny de 1983             | Genaro Flores                                       |
| III                           | Cochabamba              | juny i juliol de 1987    | Genaro Flores                                       |
| 1° (ex)                       | Potosí                  | juliol de 1988           | Juan de la Cruz Villca (Aimara – Quítxua d'Oruro)   |
| IV                            | Tarija                  | setembre de 1989         | Mario Flores (Aimara de La Paz)                     |
| V                             | Sucre                   | juny i juliol de 1992    | Paulino Guarachi (Aimara de La Paz)                 |
| VI                            | Cochabamba              | gener de 1994            | Félix Santos (Quítxua de Potosí)                    |
| VII                           | Santa Cruz de la Sierra | març i abril de 1996     | Román Loayza (Quítxua de Cochabamba)                |
| VIII                          | Trinidad                | juny i juliol de 1998    | Adán Estepa (Quítxua de Chuquisaca)                 |
| 2° (ex)                       | La Paz                  | novembre de 1998         | Felipe Quispe (Aimara de La Paz)                    |
| X                             | Sucre                   | juliol de 2003           | Román Loayza (Quítxua de Cochabamba)                |
| XI                            | Santa Cruz de la Sierra | març de 2006             | Isaac Avalos Cuchallo (Vallegrandino - Santa Cruz)  |
| XII                           | Tarija                  | abril de 2008            | Isaac Avalos Cuchallo (Vallegrandino - Santa Cruz)  |
|                               | Sucre                   | abril de 2010            | Roberto Coraite Cruz (Quítxua de Potosí)            |
|                               | La Paz                  | 28 de juny de 2013       | Damián Condori Herrera (Quítxua de Chuquisaca)      |
| XVI Congrés Nacional Ordinari | Potosí                  | 24 al 26 de juny de 2017 | Jacinto Herrera Huanca (Regió Oriente - Santa Cruz) |